# توم ثابان
توم ثابان (مواليد 28 مايو 1931) هو سياسي من ليسوتو شغل منصب رئيس الوزراء من 2012 حتى 2015 ومرة أخرى من 2017 حتى 2020.